# Radomír Jonczy
Radomír Jonczy (* 5. června 1961, Karviná) je český adventistický duchovní, vztahový poradce a amatérský hudebník.

## Život
Vyrůstal v Havířově, kde vystudoval gymnázium. Ještě jako dítě se účastnil různých recitátorských soutěží a vyhrál mj. celostátní kolo Puškinova památníku. Po tomto úspěchu se pod vedením herce Miloslava Holuba pokoušel o přijetí na hereckou konzervatoř, nicméně kvůli náboženskému vyznání svých rodičů nebyl přijat. Problémy kvůli svému náboženskému vyznání měl i později (před absolvováním maturity a během svého kazatelského působení v České Třebové).
Po absolvování Komenského evangelické bohoslovecké fakultě v Praze začal působit jako duchovní v Církvi adventistů sedmého dne (CASD) a to nejdříve v Praze a později v České Třebové. Po roce 1992 se vrátil do Prahy a byl pověřen péčí o děti a mládež Církve adventistů. V letech 1995–2002 působil jako kazatel sboru Praha – Smíchov a poté až do roku 2013 v téže roli ve sboru Praha – Vinohrady.
Několikrát kázal na bohoslužbách Církve adventistů vysílaných v České televizi nebo Českém rozhlase. V letech 2007–2009 inicioval v prostorách kostela Církve adventistů s.d. na Vinohradech založení Společenského centra Londýnská 30.
Je jedním ze zakladatelů organizace Klub Pathfinder (KP) a je mj. autorem českého textu hymny této organizace. V rámci KP se podílel na organizaci řady táborů ať už v roli vedoucího či duchovního. Několikrát byl též členem odborné poroty na umělecké akci KP Múzička. Je držitelem čestného Březového lístku.
Pro internetovou adventistickou televizi natočil řadu pořadů věnovaných rodinné tematice, jako např. série rozhovorů s klinickým psychologem Jeronýmem Klimešem Psychika v zavirovaném světě. Ve stejné televizi se jako host účastnil několika diskuzních pořadů s řadou známých osobností, jako např. profesorka Helena Haškovcová.
V minulosti spolupracoval rovněž s rozhlasem a vytvářel dětské programy pro Rádio Proglas a Český rozhlas Plzeň. Pro tyto pořady vytvořil koncept loutky ptáka Pepeho, se kterou objíždí již řadu let různé adventistické akce pro děti, zejména pak tzv. rodinné bohoslužby. S jejich pořádáním začal již roku 2004 ve sboru CASD Praha – Vinohrady a tuto aktivitu dále rozvíjí v souvislosti se svým současným působením (od roku 2014) v Církvi adventistů sedmého dne coby vedoucí oddělení služby rodinám (dříve označováno jako oddělení Křesťanský domov). Ve své současné funkci zorganizoval doposud např. Kongres rodin nebo ekumenickou bohoslužbu v rámci Pochodu pro rodinu. Vystupuje též coby řečník na přednáškách s manželskou tematikou, kterou studoval u profesora Jara Křivohlavého.
Vedle své profese je též amatérským hudebníkem, kytaristou a zpěvákem. Se svou manželkou Vlastou natočili v roce 1995 CD Písničky ze šuplíku. Spolupodílel se i na CD Jiřího Pešiny Čekej, čekej a nezapomeň a dlouhodobě spolupracuje s pěveckým uskupení Maranatha Gospel Choir. Zpěvu se věnuje i jeho mladší dcera Michaela Jonczy.
Od roku 1995 trpí roztroušenou sklerózou.

## Politické působení
V prvních svobodných komunálních volbách v roce 1990 byl zvolen zastupitelem v České Třebové za Koalici OF a ČSL a stal se radním pro kulturu a otázky menšin. Později, během svého působení v Praze, byl členem Kulturní komise MČ Prahy 5.

## Publikační a jiná autorská činnost
Radomír Jonczy je autorem příručky pro vedoucí dorostu a mládeže nazvané Desatero trochu jinak, v níž mladým lidem přibližuje obsah biblického desatera, nebo několika publikací o manželství (Manželství. Ráj nebo Peklo, Bezpečně v manželství, O manželstvích a dětech).
Je též autorem celé řady pořadů s duchovní tematikou, které natočil pro adventistickou internetovou televizi HOPE TV. Za připomenutí stojí zejména serie krátkých zamyšlení nazvaných Abrahámoviny obsahující výklad a aktualizaci biblických textů popisujících životní příběh Abrahama.